# Rajd Portugalii 1993
Rajd Portugalii 1993 (27. Rallye de Portugal - Vinho do Porto) – 27 Rajd Portugalii rozgrywany w Portugalii w dniach 3-6 marca. Była to trzecia runda Rajdowych Mistrzostw Świata w roku 1993. Rajd został rozegrany na asfalcie i szutrze. 

## Wyniki końcowe rajdu
| Msc.                   | Kierowca               | Pilot                     | Samochód                  | Czas                   | Strata                 | Grupa                  | Punkty                 |
| Klasyfikacja generalna | Klasyfikacja generalna | Klasyfikacja generalna    | Klasyfikacja generalna    | Klasyfikacja generalna | Klasyfikacja generalna | Klasyfikacja generalna | Klasyfikacja generalna |
| ---------------------- | ---------------------- | ------------------------- | ------------------------- | ---------------------- | ---------------------- | ---------------------- | ---------------------- |
| 1                      | François Delecour      | Daniel Grataloup          | Ford Escort RS Cosworth   | 6:20.37                | 0.0                    | A8 M                   | 20                     |
| 2.                     | Miki Biasion           | Tiziano Siviero           | Ford Escort RS Cosworth   | 6:21.32                | +0.55                  | A8 M                   | 15                     |
| 3.                     | Andrea Aghini          | Sauro Farnocchia          | Lancia Delta HF Integrale | 6:23.17                | +2.40                  | A8 M                   | 12                     |
| 4.                     | Markku Alén            | Ilkka Kivimäki            | Subaru Legacy RS          | 6:24.23                | +3.46                  | A8 M                   | 10                     |
| 5.                     | Kenneth Eriksson       | Staffan Parmander         | Mitsubishi Lancer RS      | 6:25.28                | +4.51                  | A8 M                   | 8                      |
| 6.                     | Alex Fiorio            | Vittorio Brambilla        | Lancia Delta HF Integrale | 6:26.18                | +5.41                  | A8 M                   | 6                      |
| 7.                     | Colin McRae            | Derek Ringer              | Subaru Legacy RS          | 6:37.25                | +16.48                 | A8 M                   | 4                      |
| 8.                     | Jorge Bica             | Joaquim Capelo            | Lancia Delta HF Integrale | 6:51.42                | +31.05                 | A8                     | 3                      |
| 9.                     | Alex Fassina           | Luigi Pirollo             | Mazda 323 GTR             | 7:11.46                | +51.09                 | N4                     | 2                      |
| 10.                    | Bruno Thiry            | Stéphane Prévot           | Opel Astra GSI 16V        | 7:12.18                | +51.41                 | A7 2L                  | 1                      |
| PWRC                   |                        |                           |                           |                        |                        |                        |                        |
| 1 (9).                 | Alex Fassina           | Luigi Pirollo             | Mazda 323 GTR             | 7:11.46                | -                      | N4                     | ?                      |
| 2 (12).                | António Coutinho       | Cândido Júnior            | Ford Escort RS Cosworth   | 7:22:44                | +10:58                 | N4                     | ?                      |
| 2L WRC                 |                        |                           |                           |                        |                        |                        |                        |
| 1 (10).                | Bruno Thiry            | Stéphane Prévot           | Opel Astra GSI 16V        | 7:12.18                | -                      | A7 2L                  | ?                      |
| 2 (11).                | Pavel Sibera           | Petr Gross                | Škoda Favorit 136 L       | 7:18:14                | +5:56                  | A5 2L                  | ?                      |
| 3 (13).                | Christine Driano       | Marie-Christine Lallement | Citroën AX Sport          | 7:27:33                | +15:15                 | A5 2L                  | ?                      |

1. ↑  Litera M przy oznaczeniu grupy do której należy samochód oznacza, iż tylko ci kierowcy z grupy A zdobywali punkty dla swoich zespołów liczonych w klasyfikacji producentów na koniec sezonu.

## Klasyfikacja po 3 rundach
Tabele przedstawiają tylko pięć pierwszych miejsc.

### Kierowcy
| Lp. | Kierowca          | Pkt |
| --- | ----------------- | --- |
| 1   | Francois Delecour | 35  |
| 2   | Massimo Biasion   | 27  |
| 3   | Juha Kankkunen    | 23  |
| 4   | Didier Auriol     | 20  |
| 5   | Mats Jonsson      | 20  |

### Producenci
| Lp. | Producent  | Pkt |
| --- | ---------- | --- |
| 1   | Toyota     | 40  |
| 2   | Ford       | 37  |
| 3   | Mitsubishi | 33  |
| 4   | Subaru     | 26  |
| 5   | Lancia     | 14  |